# San Geminiano
San Geminiano var en kyrkobyggnad i Rom, helgad åt den helige biskopen Geminianus (312–397). Kyrkan var belägen i Rione Ripa, i närheten av dagens Via Amerigo Vespucci i Rione Testaccio. 

## Historia
Kyrkans första dokumenterade omnämnande förekommer i en bulla, promulgerad av påve Johannes X år 926.
San Geminiano var en av många mindre kyrkobyggnader i nuvarande södra Rione Ripa och norra Rione Testaccio.
I Il Catalogo di Torino från cirka 1320 benämns kyrkan ”Ecclesia sancti Geminiani non habet servitorem”, det vill säga att den saknar tjänare. Ferruccio Lombardi drar av denna upplysning slutsatsen att kyrkan redan då var övergiven och möjligen även förfallen. Enligt Mariano Armellini och Christian Hülsen revs kyrkan San Geminiano under 1400-talet.

## Omnämningar i kyrkoförteckningar
| Katalog                      | År         | Benämning                 |
| ---------------------------- | ---------- | ------------------------- |
| Catalogo di Cencio Camerario | 1192       | sco. Geminiano            |
| Il Catalogo Parigino         | cirka 1230 | s. Geminianus             |
| Il Catalogo di Torino        | cirka 1320 | Ecclesia sancti Geminiani |